# Jean-Narcisse Dubarry
Pour les articles homonymes, voir Dubarry.
Jean-Narcisse Dubarry est un homme politique français né le 29 octobre 1809 à Campan (Hautes-Pyrénées) et décédé le 10 juin 1856 à Saint-Jean-Pied-de-Port (Pyrénées-Atlantiques).

## Biographie
Avocat à Bagnères-de-Bigorre en 1832, il est plusieurs fois bâtonnier. Commissaire du gouvernement à Tarbes en février 1848, il est député des Hautes-Pyrénées de 1848 à 1849, siégeant à l'extrême gauche.

## Sources
- Ressource relative à la vie publique :   - Base Sycomore
- « Jean-Narcisse Dubarry », dans Adolphe Robert et Gaston Cougny, Dictionnaire des parlementaires français, Edgar Bourloton, 1889-1891 [détail de l’édition]